# Giant Rock
Giant Rock est un grand rocher autoportant en granite situé dans le désert des Mojaves, près de Landers, Californie et du Marine Corps Air Ground Combat Center Twentynine Palms (en).
Le bloc de roches occupe une surface au sol de 5 800 pieds carrés (538,837632 m2). Il s'agit du plus grand rocher autoportant en Amérique du Nord.

## Histoire

Giant Rock par rapport à une camionnette de taille moyenne.

Dans les années 1930, un homme nommé Frank Critzer s'installe à Giant Rock. Inspiré par les tortues du désert qui creusent des trous pour se rafraîchir, Critzer creuse un logement à la dynamite sur le côté nord de la roche. Il conçoit un système de collecte d'eau de pluie et un tunnel pour la ventilation. La température de l'habitat souterrain n'aurait jamais dépassé les 27°C et ne serait jamais descendue sous les 13°C. Critzer installe une piste d'atterrissage sur l'ancien lit du lac voisin, qui accueille en moyenne un avion par jour en 1941. Il se tue le 24 juillet 1942 dans une explosion de dynamite qu'il déclenche dans ses chambres souterraines, alors qu'il faisait l'objet d'une enquête de la police locale.
Dans les années 1950, Giant Rock devient un lieu de rassemblement pour amateurs d'OVNI. Il est situé sur un terrain loué à l'époque par George Van Tassel, une connaissance de Critzer, un prétendu « contactee (en) » des soucoupes volantes et organisateur de conférences sur les OVNI. En 1947, Van Tassel, ancien inspecteur aérien, loue la propriété au Bureau of Land Management et quitte Los Angeles pour Giant Rock avec sa femme et ses trois enfants. Sur le site, Van Tassel construit l'Integratron, un café, un magasin, une station-service et l'aéroport de Giant Rock, qu'il exploite de 1947 à 1975.
L'aéroport de Giant Rock reçoit une certification de la Federal Aviation Administration pour une utilisation d'urgence par les avions de ligne commerciaux. Au début des années 1960, il connaît un trafic d'environ un vol par jour. Entre novembre 1961 et octobre 1962, il sert de site de lancement pour les ballons remplis d'hélium de R.F. Miles Jr. pour mesurer la densité de neutrons dans l'atmosphère terrestre à des altitudes comprises entre 2 400 et 35 100 pieds.
Au début des années 2000, Giant Rock s'est fracturé en deux, révélant un intérieur de granit blanc. La surface extérieure du rocher est partiellement recouverte de graffitis.

## Dans la culture populaire
Les versions romancées de Giant Rock et de Van Tassel figurent en bonne place dans l'intrigue du roman Gods Without Men de Hari Kunzru.
L'artiste australienne Tina Havelock Stevens (en) a remporté le Blake Prize avec une œuvre vidéo illustrant son jeu de batterie sur le site.
Live at Giant Rock, un album live de Yawning Man, a été enregistré à côté du rocher.
Giant Rock joue un rôle majeur dans le livre de science-fiction Stolen Skies de Tim Powers.